# Juvigny-sur-Loison
 Juvigny-sur-Loison ist eine französische Gemeinde mit 248 Einwohnern (Stand 1. Januar 2022) im Département Meuse in der Region Grand Est (bis 2015 Lothringen). Sie gehört zum Arrondissement Verdun und zum Kanton Montmédy.

## Geografie
Der Hauptort der Gemeinde liegt am linken Ufer des Flusses Loison, der in nordwestlicher Richtung zur Chiers entwässert.
Nachbargemeinden von Juvigny-sur-Loison sind Han-lès-Juvigny im Norden, Montmédy im Nordosten, Iré-le-Sec im Osten, Louppy-sur-Loison im Süden, Mouzay im Westen sowie Baâlon und Quincy-Landzécourt im Nordwesten.

## Bevölkerungsentwicklung
| Jahr      | 1962 | 1968 | 1975 | 1982 | 1990 | 1999 | 2009 | 2019 |
| Einwohner | 207  | 244  | 195  | 170  | 173  | 251  | 270  | 266  |

## Sehenswürdigkeiten
- Mehrere in das Inventar de Kulturerbes aufgenommene Objekte (Brunnen, Kirche, Mauer und Hospital)
- Die Abtei Sainte-Scholastique, die der Kern des Ortes war, ist nicht mehr vorhanden.

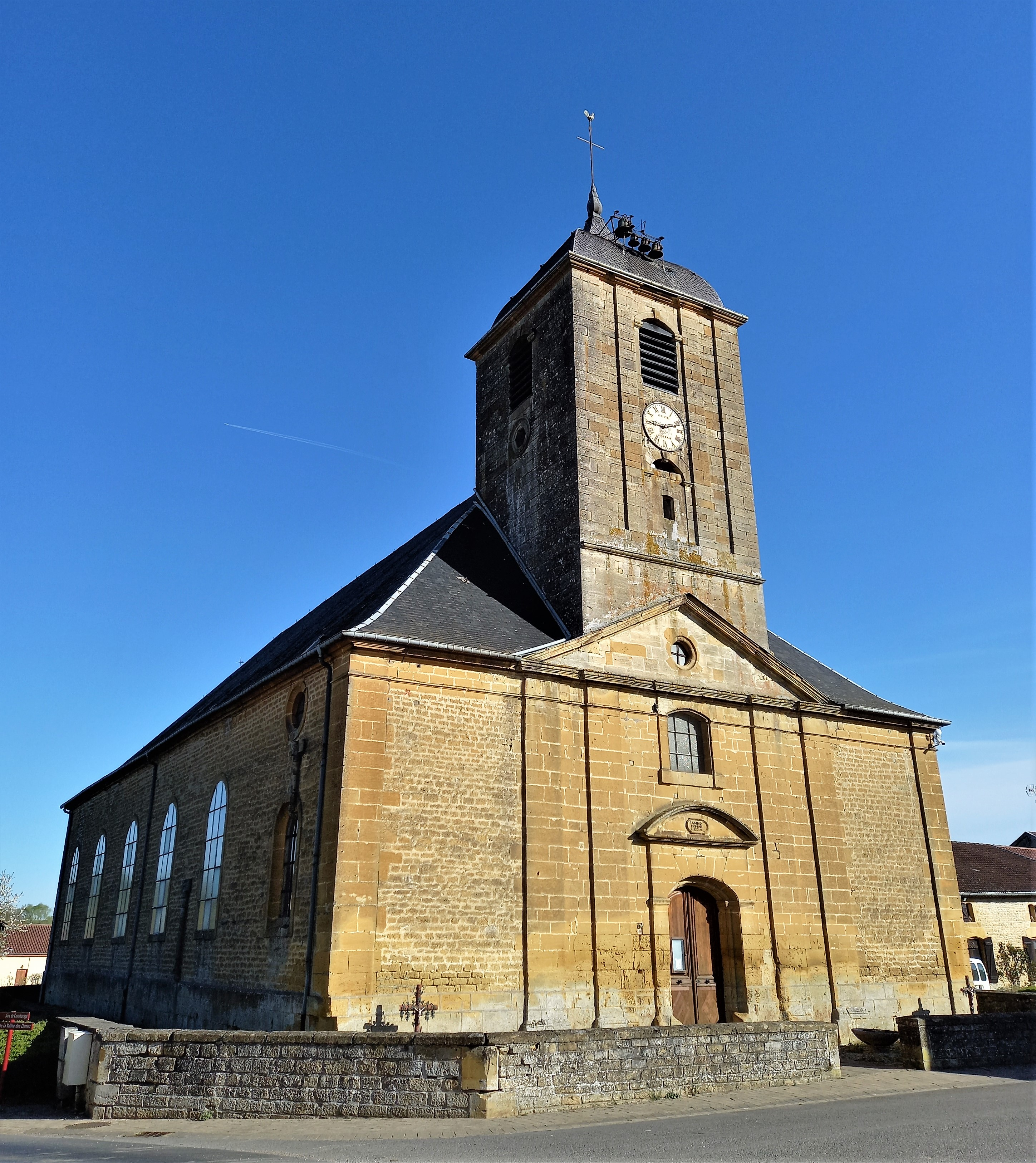
Kirche Saint-Denis

- Kirche Saint-Denis